# Хейнен, Харри
Ха́рри Хе́йнен (нидерл. Harrie Heijnen; 17 октября 1940, Венло, Лимбург — 18 марта 2015, Венло, Лимбург) — нидерландский футболист, играл на позиции атакующего полузащитника.

## Биография

### Игровая карьера
Хейнен начал карьеру в «ВВВ-Венло», за который дебютировал 23 августа 1959 года в Кубке Нидерландов. В составе этой команды он отыграл три сезона и выиграл Кубок Нидерландов 1959 года. В 1962 году он перешёл в «АДО»; сумма трансфера составила 80 тысяч гульденов. В составе «АДО» Хейнен отыграл пять сезонов, сыграв в чемпионате страны 142 матча и забив 53 гола.
В 1967 году Хейнен перешёл в американский «Сан-Франциско Голден Гейт Гейлз», в котором сыграл 9 матчей и забил 2 гола. Спустя три месяца он вернулся на родину и стал игроком «АДО», где отыграл следующие два сезона, сыграв 57 матчей и забил 9 голов.
В 1969 году перешёл в «МВВ Маастрихт», за который играл один сезон, но не смог поладить с главным тренером Георгом Кнобелем. Спустя полтора сезона он вернулся в «ВВВ-Венло», где отыграл три сезона и в 1973 году завершил карьеру в возрасте 32 лет.
За сборную Нидерландов сыграл единственный матч в сентябре 1966 года со сборной Австрии, который завершился победой австрийцев со счётом 2:1.

### Смерть
Скончался 18 марта 2015 года в Венло в возрасте 74 лет от рака пищевода.